# Luanti
Luanti (anteriormente llamado Minetest y llamado originalmente test-c55) es un juego libre basado en vóxeles para Windows, Mac OS, GNU/Linux, FreeBSD, OpenBSD, DragonFly BSD y Android similar a Minecraft. El juego fue desarrollado en 2010 bajo la dirección de Perttu Ahola (también conocido como celeron55) y, desde entonces, con la ayuda de una creciente comunidad de desarrolladores.
Luanti se inspira en Infiniminer, Minecraft y otros juegos de mundo abierto similares, por defecto venía con dos paquetes de juegos, Minetest Game y Development Test (antes llamado Minimal Development Test), los cuales no apuntan a ser estrictamente videojuegos, sino como bases para agregar mods para así crear un videojuego personalizado. Sin embargo, en futuras actualizaciones ambos paquetes serían removidos del juego, quedando su descarga a total voluntad del usuario.
El motor se centra principalmente en dos objetivos: ser fácilmente modificable (usando Lua) y poder ejecutarse de forma nativa en equipos tanto nuevos como antiguos. Por esta razón Minetest está implementado en C++ y utiliza el motor gráfico 3D Irrlicht.
Si bien por defecto venían tan solo dos juegos, gracias a la creciente comunidad, hay gran cantidad de mods y juegos que el jugador puede descargar desde ContentDB, tales como Voxelibre (anteriormente MineClone 2), Inspirado en Minecraft, Mineclonia (Bifurcación de Voxelibre), Backrooms Test, Glitch, Extra Ordinance, NodeCore, entre muchos otros.
En búsqueda dejar de ser conocido como un clon de Minecraft, el 13 de octubre de 2024 su nombre para la versión 5.10.0 fue cambiado a Luanti. "Luanti" es un juego de palabras entre la palabra finlandesa  luonti  ("creación") y el lenguaje de programación, Lua.

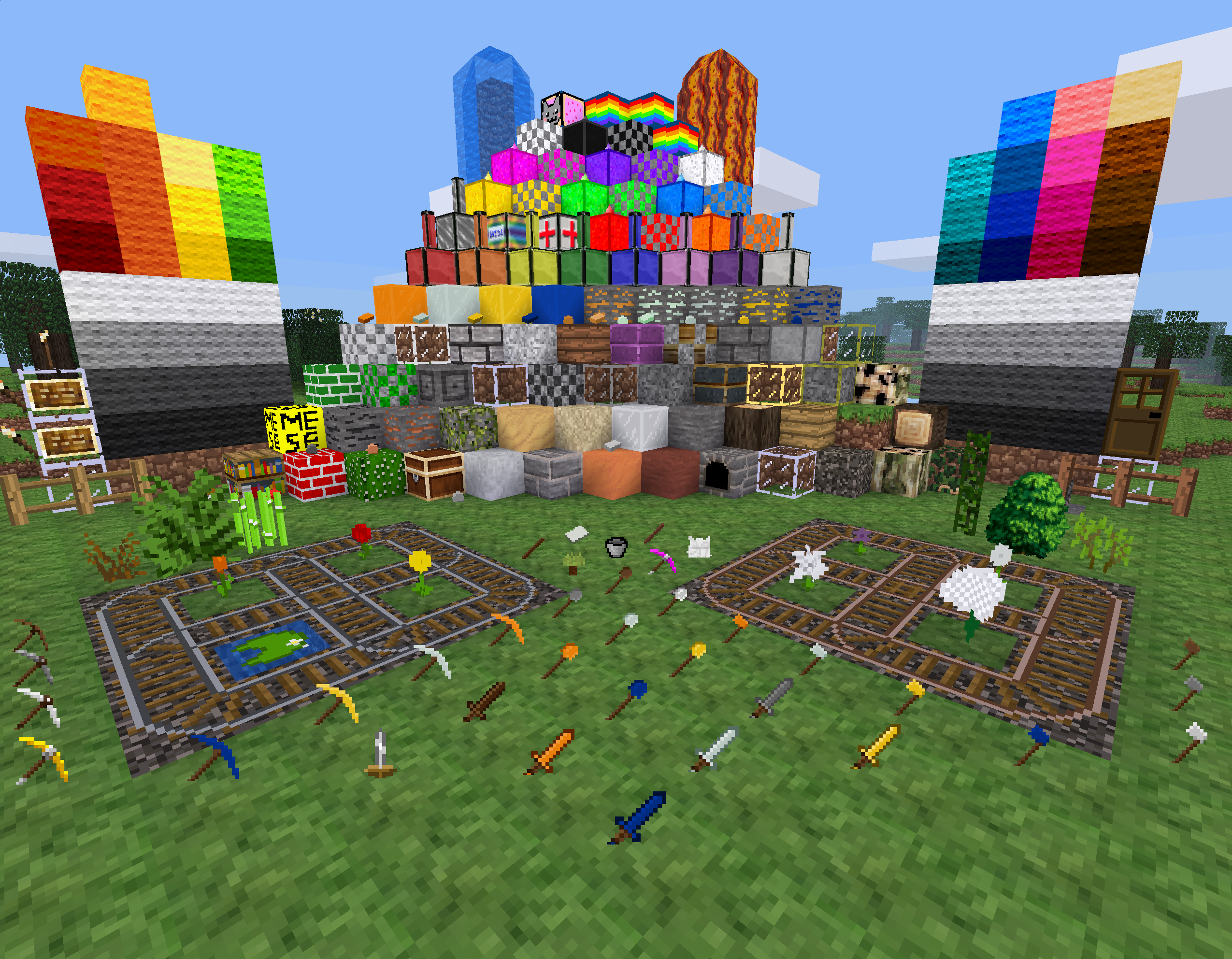
Bloques y objetos en Luanti.
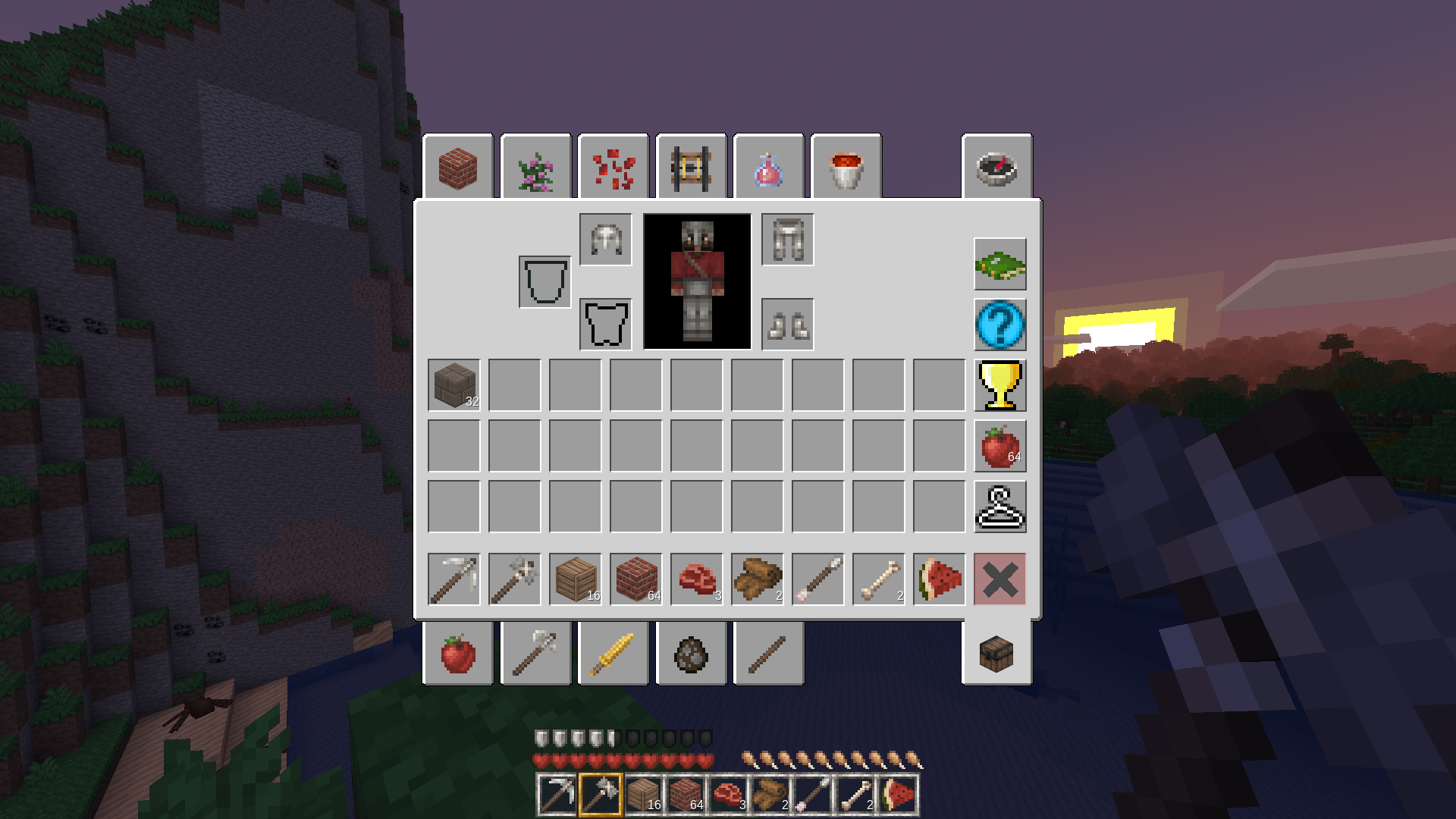
Inventario en modo creativo.
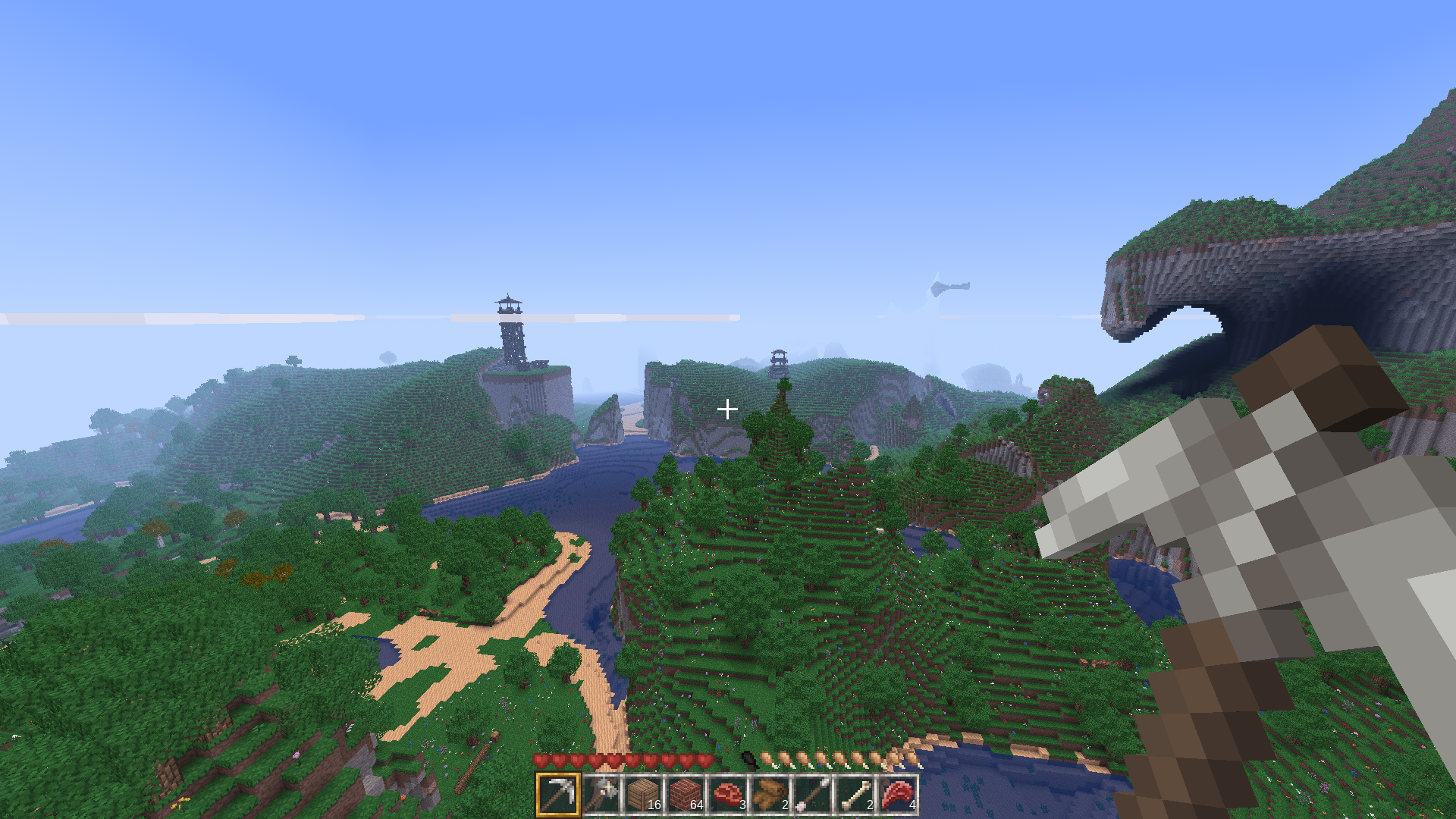
Captura de pantalla de Luanti.

## Videojuegos notables hechos en Luanti
- Minetest Game: No es realmente un juego, es un ejemplo oficial de código abierto de un juego similar a Minecraft, dirigido a ser usado como referencia en otros juegos en Luanti por otros desarrolladores.[8] Desde 2020 se pausó el desarrollo de nuevas características, y desde entonces está en modo mantenimiento, y solo se arreglan bugs.
- VoxeLibre: Juego sandbox de supervivencia. Inspirado en Minecraft, pero no intenta ser un clon, ya que tiene  múltiples diferencias respecto a este, aunque comparte mecánicas de supervivencia, recolección, caza, minería, construcción, exploración, y más.[9]
- MineTest: Clon de Minecraft, es una bifurcación de VoxeLibre, que difiere en que intenta ser más estable y similar al Minecraft original.[10]

## Diferencias con respecto a Minecraft
Una de las principales diferencias que destaca es que el software está apuntando a ser un motor de juegos esto hace que los juegos jugables en el motor no necesariamente tienen que ser "similares" a Minecraft, pueden existir juegos inspirados en Minecraft como Voxelibre o juegos totalmente diferentes como PRANG! para Luanti.